# FAD (aanvalsgeweer)
De Fusil Automático Doble, afgekort tot FAD, (Nederlands: Dubbel Automatisch Geweer) is een aanvalsgeweer geproduceerd in Peru door Salomón Braga Lozo van SIMA Electronica. Het wapen is een voorstel voor de NAVO dat is ingericht voor 5,56×45mm patronen en dat minder terugslag, gewicht en volume heeft mede door de bull-pup configuratie.